# Pointe de Kerpenhir
La pointe de Kerpenhir est une presqu'île, située sur la commune de Locmariaquer (Morbihan), qui, avec le phare de Port-Navalo, marque l'entrée du golfe du Morbihan.

## Étymologie
Kerpenhir est construit à partir de trois mots bretons :
- Ker : village
- Pen : tête
- Hir : long

## Géographie

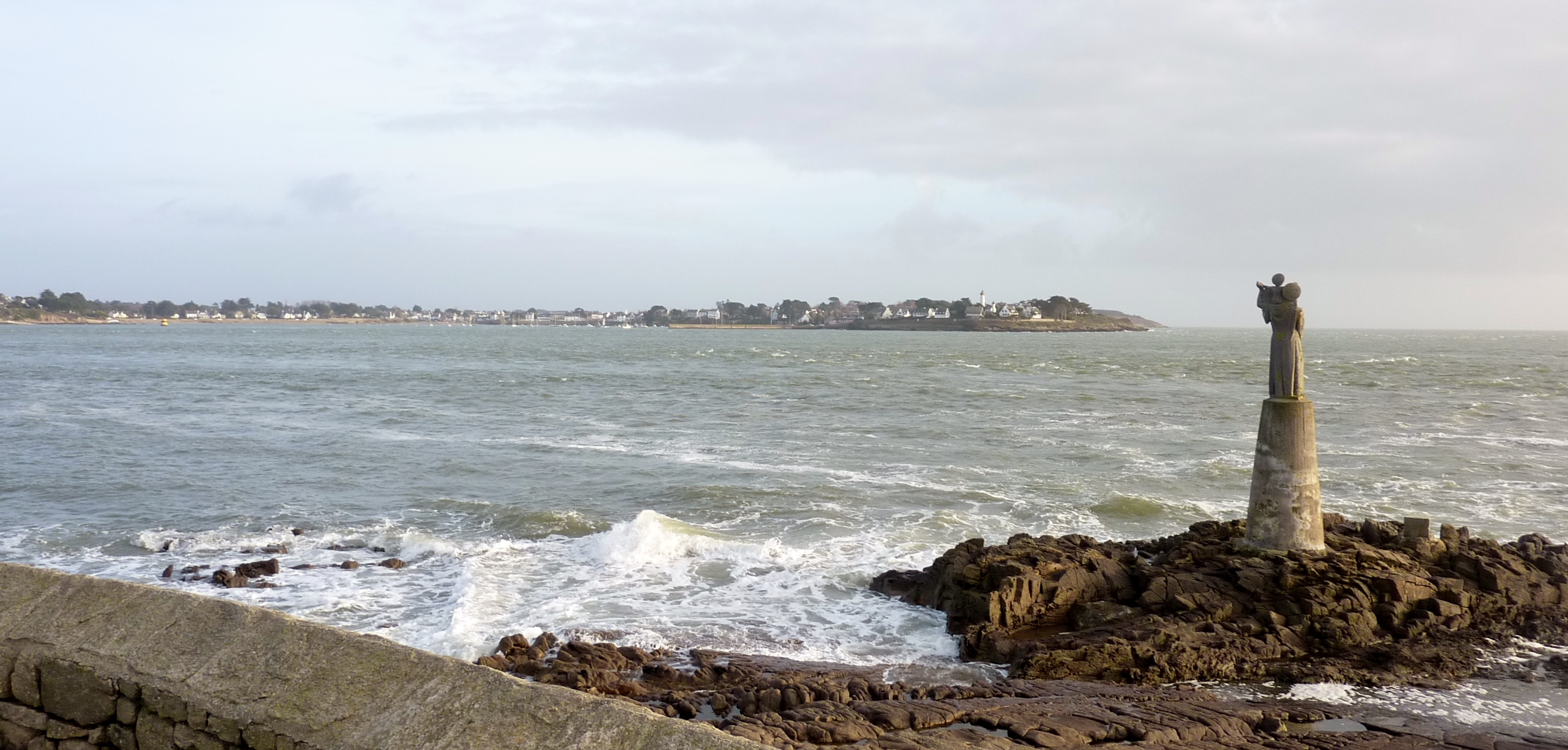
La Pointe de Kerpenhir avec la statue de Notre-Dame de Kerdro ("Bon Retour") et, à l'arrière-plan, Port-Navalo, à l'extrémité de la presqu'île de Rhuys.

La pointe de Kerpenhir est une avancée de sable occupée par d'anciennes fortifications. 
Elle est entourée de rochers au milieu desquels se dresse la statue de Notre-Dame de Kerdro (Bon Retour), taillée dans le granit et mesurant 2,70 mètres, sculptée par Jules-Charles Le Bozec.

## Description du site
Sur le site le dolmen des Pierres Plates a été sauvé de justesse durant la dernière guerre.
Avant 1940, se trouvait un ancien fort de style Vauban, édifié en pierre de taille. 
Il a été détruit en 1940 pour permettre la construction d’un blockhaus, dynamité dans les années 90.

## Écologie
À l'initiative de la commune, l'intervention du Conservatoire du littoral a permis depuis 1984 la constitution d'un domaine de 95 hectares composé de deux zones distinctes dont la pointe de Kerpenhir. 
Les dunes de Saint Pierre Lopérec (marais et digue du Brénéguy, pointe Er Hourel, dunes de Saint-Pierre, pointe Er long) en constituent la seconde zone.
La commune de Locmariaquer est gestionnaire des terrains par voie de convention.
Plusieurs chantiers de réhabilitation ont suivi l'acquisition. 
Ainsi, la pointe de Kerpenhir et les abords du sémaphore ont par exemple été aménagés.